# 9878 Sostero
9878 Sostero (1994 FQ) là một tiểu hành tinh vành đai chính.